# Perävaara (kulle i Tunturi-Lappi)
Perävaara är en kulle i Finland.   Den ligger i den ekonomiska regionen  Fjäll-Lappland  och landskapet Lappland, i den norra delen av landet, 800 km norr om huvudstaden Helsingfors. Toppen på Perävaara är 250 meter över havet.
Terrängen runt Perävaara är huvudsakligen platt.  Trakten runt Perävaara är nära nog obefolkad, med mindre än två invånare per kvadratkilometer. I omgivningarna runt Perävaara växer i huvudsak barrskog.